# Eozinofilija
Eozinofilija je naziv za povećani broj eozinofilnih granulocita (jedne od grupa leukocit) u krvi iznad normalnih vrijednosti, koji se može pronaći kao posljedica određenih bolesti organizma.
Normalne vrijednosti eozinofila u krvi su od 0 do 430/mm3 (0-0,43 * 109/L) za odrasle osobe.
Uzroci eozinofilije mogu biti određeni lijekovi, infekcije parazitima, alergijske bolesti (npr. astma), neke maligne bolesti (npr. eozinofilna leukemija, Hodgkinov limfom), hipereozinofilni sindrom, sustavne autoimune bolesti. 
|  | Molimo pročitajte upozorenje o korištenju medicinskih informacija. Ne provodite liječenje bez savjetovanja s liječnikom! |